# Jason Marcano
Jason Marcano (Arima, 1983. december 30. – Arouca, 2019. május 30.) válogatott Trinidad és Tobagó-i labdarúgó, csatár.

## Pályafutása
2005–06-ban a W Connection, 2006 és 2012 között a  San Juan Jabloteh, 2012–13-ban a  St. Ann's Rangers, 2013 és 2018 között a Central, 2018-ban ismét a San Juan Jabloteh labdarúgója volt. A San Juan Jabloteh két-két bajnoki és kupagyőzelmet, a Centrallal három bajnoki címet szerzett.
A Trinidad és Tobagó-i válogatottban 12 alkalommal szerepelt.
2019. május 30-án Arouca közelében haladt az autójával, mikor elvesztette az uralmat a jármű felett és falnak ütközve meghalt.

## Sikerei, díjai
San Juan Jabloteh
- Trinidad és Tobagó-i bajnokság
  - bajnok (2): 2007, 2008
- Trinidad és Tobagó-i kupa
  - győztes (2): 2005, 2011

 Central
- Trinidad és Tobagó-i bajnokság
  - bajnok (3): 2014–15, 2015–16, 2016–17